# 게오르크 옐리네크

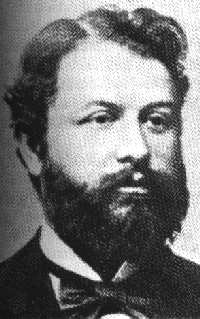
게오르크 옐리네크

게오르크 옐리네크(독일어: Georg Jellinek, 1851년 6월 16일 ~ 1911년 1월 12일)는 19세기 독일을 대표하는 공법학자·헌법학자·행정법학자이다. 저명한 행정법학자인 발터 옐리네크의 아버지이기도 하다. 종래의 형이상학적 국가이론에서 벗어나, 신칸트학파의 이원론적 방법에 기초하여 법학적 국가론을 체계화하여 실증주의적 국가론을 전개하였다. 그의 법적 관점은 이른바 법실증주의로 불린다.
19세기 후반에 라반트(Laband)로부터 시작된 헌법학을 참된 법률학이 되게 하고 국가를 법률학적으로 파악·구성하려는 시도를 대성하였으며, 국가법인설을 기초로 해서 국가기관·국가작용 등에 관한 체계적 법이론을 구성함과 동시에 국가의 사회학적 고찰의 필요까지도 설명했다.
〈일반 국가학(1900)〉을 저술했다.

## 생애
1851년 6월 16일, 독일의 라이프치히에서 태어났다. 아버지 아돌프 옐리네크는 저명한 율법학자로 유대교도였지만, 옐리네크는 기독교로 개종했다. 빈 대학교와 라이프치히 대학교, 하이델베르크 대학교에서 수학하였다. 1872년에 철학박사 학위를 얻고, 빈 대학과 바젤 대학, 하이델베르크 대학에서 강단에 섰다. 국가 본질과 국가 목적에 관한 이론을 체계적으로 정리하고, 법학적·사회학적 고찰의 두 가지 측면을 가진 《일반국가학》(Allgemeine Staatslehre)을 1893년부터 집필을 시작해 1900년에 출간했다. 1911년 1월 12일에 하이델베르크에서 타계했다.

## 같이 보기
- 법실증주의
- 막스 베버